# Pietro Ferraris
Pietro Ferraris (Vercelli, Provincia de Vercelli, Italia, 5 de febrero de 1912 - 11 de octubre de 1991) fue un futbolista italiano. Se desempeñaba en la posición de delantero.

## Selección nacional
Fue internacional con la selección de fútbol de Italia en 14 ocasiones y marcó 3 goles. Debutó el 17 de febrero de 1935, en un encuentro amistoso ante la selección de Francia que finalizó con marcador de 2-1 a favor de los italianos.

### Participaciones en Copas del Mundo
| Mundial                        | Sede    | Resultado |
| ------------------------------ | ------- | --------- |
| Copa Mundial de Fútbol de 1938 | Francia | Campeón   |

## Clubes
| Club             | País   | Año         |
| ---------------- | ------ | ----------- |
| Pro Vercelli     | Italia | 1929 - 1932 |
| S. S. C. Napoli  | Italia | 1932 - 1936 |
| Ambrosiana-Inter | Italia | 1936 - 1941 |
| Torino F. C.     | Italia | 1941 - 1948 |
| Novara Calcio    | Italia | 1948 - 1950 |

## Palmarés

### Campeonatos nacionales
| Título      | Club             | País   | Año     |
| ----------- | ---------------- | ------ | ------- |
| Serie A     | Ambrosiana-Inter | Italia | 1937-38 |
| Copa Italia | Ambrosiana-Inter | Italia | 1938-39 |
| Serie A     | Ambrosiana-Inter | Italia | 1939-40 |
| Serie A     | Torino FC        | Italia | 1942-43 |
| Copa Italia | Torino FC        | Italia | 1942-43 |
| Serie A     | Torino FC        | Italia | 1945-46 |
| Serie A     | Torino FC        | Italia | 1946-47 |
| Serie A     | Torino FC        | Italia | 1947-48 |

### Copas internacionales
| Título                 | Equipo              | País   | Año  |
| ---------------------- | ------------------- | ------ | ---- |
| Copa Mundial de Fútbol | Selección de Italia | Italia | 1938 |